# Genyiva Mort
Genyiva Mort es un cultivar de higuera de tipo higo común Ficus carica, bífera es decir con dos cosechas por temporada, las brevas de primavera-verano, y los higos de verano-otoño, de higos de epidermis con color de fondo amarillo blanquecino, con sobre color mancha irregular amarillo verdoso, con lenticelas escasas de tamaño pequeño y color blanco. Está cultivada en el Camp de Tarragona, Cataluña.

## Sinonimia
- „Geniva“,[4][5][6][7]

## Historia
La variedad 'Genyiva Mort' es una higuera oriunda de Cataluña en donde "Genyiva Mort":"Encía Muerta" en catalán.
La variedad 'Genyiva Mort' se describe en el DCVB ("Diccionari català-valencià-balear").

## Características
La higuera 'Genyiva Mort' es una variedad bífera de tipo higo común. Árbol de tamaño mediano. Las hojas son gruesas y de color verde oscuro. Con hojas de 5 lóbulos que son las mayoritarias, y menos de 3 lóbulos, algunas de 1 solo lóbulo. 'Genyiva Mort' es una variedad poco productiva de un rendimiento escaso a  bajo de brevas, escaso de higos de otoño.
Las brevas 'Genyiva Mort' son frutos globosos ligeramente alargados, que presentan frutos simétricos, de un tamaño medio a pequeño, de epidermis de color de fondo amarillo blanquecino, con sobre color mancha irregular amarillo verdoso, con lenticelas escasas de tamaño pequeño y color blanco, tienen cuello corto y grueso, pedúnculo muy corto de color verde oscuro, escamas pedunculares verde claro. Son frutos firmes y medianamente jugosos. Son de un inicio de maduración desde la tercera semana de junio hasta primeros de julio y de rendimiento bajo.
Los higos 'Genyiva Mort' son frutos globosos, que presentan frutos simétricos, de un tamaño pequeño, de epidermis de color de fondo amarillo blanquecino, con sobre color mancha irregular amarillo verdoso, con lenticelas escasas de tamaño pequeño y color blanco, pedúnculo muy corto de color verde oscuro, escamas pedunculares verde claro. Son de consistencia firme, de baja jugosidad, algunos no fructifican bien, quedando la pulpa seca con una gran cavidad interior. Son de un inicio de maduración desde la primera semana de agosto hasta primeros de septiembre y de rendimiento bajo.

## Cultivo y usos
'Genyiva Mort', es una variedad de higo que además de su uso escaso en alimentación humana también se ha cultivado en el Camp de Tarragona tradicionalmente para alimentación del ganado porcino.
Se está tratando de estudiar y mejorar sus cualidades, así como de extender su cultivo de ejemplares cultivados en la finca experimental de cultivos hortofrutícolas Cicytex-Finca La Orden propiedad de la Junta de Extremadura.
Las brevas y los higos no tienen buenas cualidades organolépticas para comerlos como frescos. Higo bueno para hacer mermeladas y como acompañante en diversos guisos y preparados culinarios.